# Чагаровський Руслан Леонідович
Чагаровський Руслан Леонідович (нар. 12 травня 1975, с. Чорна, Подільський район, Одеська область) — директор ДП Жовтневе лісове господарство (з 2014 р.), який першим вивів на загально-національний рівень дискурс щодо нелегальних рубок лісів керівництвом лісгоспів під час першого візіту голови держави на Харківщину в липні 2019 р.

## Життєпис
Народився 12 травня 1975 у с. Чорна, Окнянської селищної громади Подільського району, Одеської області.

### Освіта
У 1995 р. закінчив Мигіївський радгосптехнікум, де навчався за спеціальністю «Агрономія». Вищу освіту здобув у Харківському національному аграрному університеті ім. В. В. Докучаєва, де у 2004 р. на факультеті захисту рослин отримав кваліфікацію агронома із захисту рослин. Протягом 2016—2018 рр. навчався в тому ж виші на факультеті лісового господарства й одержав освітній ступінь бакалавра за спеціальністю «Лісове і садово-паркове господарство», а згодом став магістром лісового господарства за спеціальністю «Лісове господарство».
У 2009 р. обраний членом-кореспондентом Міжнародної кадрової академії. З метою фахового вдосконалення у 2011 р. закінчив Міжрегіональну академію управління персоналом за спеціальністю «Правознавство, комерційне та трудове право», здобувши кваліфікацію юриста.

### Професіональна діяльність
Фахову стежину розпочав у 1995 р. із посади провідного агронома на Красноокнянській районній станції захисту рослин, де пропрацював до 2000 р.
Впродовж 2000—2014 рр. Р. Л. Чагаровський працював у приватній сфері на посадах старшого менеджера, начальника відділу та директора.
З 2014 р. обіймає посаду директора та головного лісничого ДП «Жовтневе лісове господарство» — одне з найбільших та найстаріших державних підприємств лісової галузі, розташоване у північно-західній частині Харківської області на території Харківського, Богодухівського та Чугуївського адміністративних районів. Після укрупнення та приєднання Гутянського лісгоспу у 2021 р. загальна площа господарства складає 79 483 га. Серед основних видів діяльності Жовтневого лісового господарства:
- проведення заходів щодо відновлення лісів;
- здійснення протипожежних заходів;
- охорона лісів і захисних лісонасаджень від незаконних порубів;
- лісозаготівля;
- лісопильне та стругальне виробництво.

На території Державного підприємства «Жовтневе лісове господарство» розташовано дванадцять об'єктів природо-заповідного фонду, один ботанічний заказник, дев'ять ботанічних пам'яток природи, одна гідрологічна пам'ятка природи та одне лісове заповідне урочище.

### Протистояння з «лісовою мафією»
Під час ревізії після виходу з відпустки Чагаровський виявив факти незаконної вирубки дерев у лісництві під Чугуєвом. Після перевірки 10 % від загальної площі лісництва він нарахував збитків на 80 млн гривень — це понад 8 тисяч кубічних метрів деревини. Втім загальну суму збитків керівник лісгоспу оцінив понад 200 млн гривень, а в масштабах Харківської області — близько мільярда грн. Про це він доповів особисто президенту Володимиру Зеленському під час засідання в Українському НДІ лісового господарства та агролісомеліорації ім. Г. М. Висоцького у 2019 році.
Крім того, Руслан Чагаровський поінформував про незаконну вирубку найдорожчих і найцінніших порід дуба з подальшою реалізацією деревини за кордон, яку організувала група осіб, на чолі з директором Гутянського лісгоспу Віктором Сисою. Президент зателефонував тому просто під час наради та запросив наступного дня до Офісу Президента. Це було у липні 2019 р., а вже у жовтні того року Сису затримали на спробі підкупити детектива НАБУ. Обвинувачений пропонував $100 000 в обмін на закриття кримінального провадження щодо Гутянського лісгоспу. На початку 2020 року Сису звільнили з посади керівника лісгоспу, а 17 лютого 2022 р. Вищий антикорупційний суд визнав його винним у спробі підкупити детектива НАБУ. Віктору Сисі призначили покарання у вигляді позбавлення волі на 5 років і 6 місяців за ч. 3 ст. 369 Кримінального кодексу.

### Робота лісгоспу під час російської агресії
Напередодні війни лісництва Жовтневого лісгоспу взяли участь у Всеукраїнському Дні Єдності. З першого дня війни Русланом Чагаровським було організовано постачання для потреб ЗСУ та підрозділів територіальної оборони Харківщини дрів та мішків с піском з кар'єру на території лісгоспу. Жовтневе лісове господарство також постачає необхідну деревину для посилення бліндажів та укріплень Збройних Сил України. Ще на початку російської агресії Руслан Чагаровський звернувся до харків'ян із закликом блокувати дороги, використовувати коктейлі Молотова та будь які способи задля того, щоб зупинити ворожу техніку. «Так, порада від керівника лісгоспу нищити дерева, напевно, звучить трохи дивно. Проте зараз такі часи. Якщо побачили, що ворожа колона зайшла у лісосмугу, валіть ліс попереду і позаду неї — блокуйте ворожу техніку, не дайте їм вийти. Про решту подбають військові та загони територіальної оборони Харківщини. Слава Україні! Честь — усім хто боронить її зараз! Слава — усім вам», — заявив керівник Жовтневого лісгоспу.

## Сім'я
Чагаровський одружений, має трьох неповнолітніх дітей. Родину довелося ховати під час боротьби з т.з. «лісової мафією», після того, як дружині спалили машину і гараж.